# 小林資郎
小林 資郎（こばやし しろう、1943年 - ）は日本の法学者。北海学園大学名誉教授。北海道出身

## 略歴
1968年北海道大学法学部卒業。1970年、北海道大学大学院法学研究科民事法専攻修士課程修了。同年北海道大学法学部助手。1973年北海学園大学法学部専任講師。1975年同法学部助教授、1984年同法学部教授（民事法入門・民法Ⅱ・演習など担当）。1988年ドイツ・ミュンヘン大学民事法・民事訴訟法研究所客員研究員（-1989年）2000年北海学園大学法学部長（-2002年）。2005年同大学院法務研究科教授（民法・演習など担当）。2014年北海学園大学定年退職。同名誉教授。
この他に同学生部長や同大学院法学研究科委員なども務めた。

## 専門・エピソード
- 民法、特に担保物権法を専門とする。近年は譲渡担保、抵当権の物上代位について研究[4]。
- 恩師として藪重夫に指導を受けた。同門に半田正夫らがいる[5]。

## 主要著書
伊藤進編『ホーンブック　民法Ⅱ　物権』分担執筆　北樹出版　1996初版/2005改訂版